# Université Emi Koussi
L’université Emi Koussi ou l’UNEK est une structure d’enseignement supérieur privé créée depuis novembre 2011 par arrêté du ministère de l’Enseignement supérieur du Tchad.
L’UNEK est située à N’Djaména, plus précisément dans la commune du 6e arrondissement, quartier Moursal.
Le président du conseil d’administration de l’université est Allaradi Koné.